# فراگ‌ویرز
فراگ‌ویرز (انگلیسی: Frogwares) شرکت بازی ویدئویی اوکراینی ایرلندی است، که در سال ۲۰۰۰ تأسیس شد.